# Twilight, chapitre IV : Révélation, 1re partie
Cet article concerne le film de Bill Condon. Pour le roman original de Stephenie Meyer, voir Révélation.
Pour les articles homonymes, voir Révélation (homonymie).
Série Twilight
Twilight, chapitre III : Hésitation
(2010) Twilight, chapitre V : Révélation, 2e partie
(2012)
Pour plus de détails, voir Fiche technique et Distribution.
Twilight, chapitre IV : Révélation, 1re partie ou La Saga Twilight : Révélation, partie 1 au Québec (The Twilight Saga: Breaking Dawn - Part 1) est un film américain fantastique réalisé par Bill Condon.
Il est adapté du dernier tome la série de romans Twilight de Stephenie Meyer, la première partie est sortie le 16 novembre 2011 et la seconde le 14 novembre 2012 en France sous le titre Twilight, chapitre V : Révélation, 2e partie.

## Synopsis
Le mariage tant attendu entre Bella Swan (Kristen Stewart) et Edward (Robert Pattinson) a lieu, mais il a des conséquences sur les rapports de force entre les différents clans et familles.
Le couple passe sa lune de miel sur l'Île d'Esmé. Edward (107 ans), qui était rétif à avoir des rapports sexuels avec Bella (18 ans), se rend compte le lendemain qu'il l'a meurtrie aux bras, au dos et aux épaules en l'étreignant. Il se jure donc de ne plus avoir de rapports intimes avec elle tant qu'elle est encore humaine. Deux semaines plus tard, alors qu'ils sont toujours sur l'île, Bella pense puis finit par découvrir qu'elle est enceinte. Elle sent comme une présence dans son ventre puis elle vomit, Edward se rend compte que ces symptômes sont ceux d'une femme enceinte. Edward décide alors de la ramener à Forks pour que Monsieur Cullen (Carlisle) (Peter Facinelli) la débarrasse de cette « chose ». Mais Bella refuse de songer à l'avortement, elle est alors soutenue par Rosalie (Nikki Reed). Carlisle continue néanmoins à craindre pour sa vie car sa santé se détériore de jour en jour.
S'opposant aux plans de Sam Uley (Chaske Spencer) qui veut tuer Bella et son enfant, Jacob (Taylor Lautner) crée une nouvelle meute de loups avec Leah et Seth Clearwater (Julia Jones et Booboo Stewart).
Après avoir donné naissance à leur fille Renesmée, dans un travail très douloureux, Bella meurt. Pour la sauver, Edward lui injecte alors son venin en plein cœur et sur tout son corps, mais rien ne semble se passer. Jacob, croyant que Bella est morte, veut tuer Renesmée. Mais lorsqu'il croise le regard du bébé, il s'imprègne d'elle instantanément, devenant ainsi son protecteur. Les loups, ayant appris la supposée mort de Bella, veulent également tuer le bébé. Mais la bataille avec les Cullen cesse rapidement lorsqu'ils apprennent que Jacob s'est imprégné du bébé, ce qui ne les autorise plus à l'attaquer. Peu de temps après, les blessures de Bella guérissent et elle ouvre les yeux après deux jours ; ils sont d'un rouge sang. Elle est désormais un vampire.

## Fiche technique
- Titre original : The Twilight Saga : Breaking Dawn - Part 1
- Titre français : Twilight, chapitre IV : Révélation, 1re partie
- Titre québécois : La Saga Twilight : Révélation, partie 1
- Réalisation : Bill Condon
- Scénario : Melissa Rosenberg d'après le roman Révélation de Stephenie Meyer
- Costumes : Michael Wilkinson
- Musique : Carter Burwell
- Production : Wyck Godfrey, Karen Rosenfelt et Stephenie Meyer
- Budget : 110 000 000 $[1]
- Pays d'origine :  États-Unis
- Langue originale : Américain
- Format : couleur - 35 mm - 2,35:1 - son Dolby Digital / DTS
- Genre : romantique, fantastique
- Durée : 117 minutes.
- Dates de sortie :
  -  Belgique /  France /  Suisse romande : 16 novembre 2011[2]
  -  Canada /  États-Unis : 18 novembre 2011
- Classification :  États-Unis : PG-13 ;  France : - 12 ;  Suisse romande : 14/14

## Distribution
- Kristen Stewart (VF : Noémie Orphelin ; VQ : Annie Girard) : Bella Swan/Cullen
- Robert Pattinson (VF : Thomas Roditi ; VQ : Nicholas Savard L'Herbier) : Edward Cullen
- Taylor Lautner (VF : Nessym Guetat ; VQ : Xavier Dolan) : Jacob Black
- Peter Facinelli (VF : Bruno Choël ; VQ : Frédérik Zacharek) : Carlisle Cullen
- Ashley Greene (VF : Edwige Lemoine ; VQ : Ariane-Li Simard-Côté) : Alice Cullen
- Jackson Rathbone (VF : Yoann Sover ; VQ : Nicolas Charbonneaux-Collombet) : Jasper Hale
- Elizabeth Reaser (VF : Barbara Delsol ; VQ : Pascale Montreuil) : Esmée Cullen
- Kellan Lutz (VF : Stéphane Pouplard ; VQ : Sébastien Rajotte) : Emmett Cullen
- Nikki Reed (VF : Marie-Eugénie Maréchal ; VQ : Agathe Lanctôt) : Rosalie Hale
- Billy Burke (VF : Arnaud Arbessier ; VQ : Gilbert Lachance) : Charlie Swan
- Sarah Clarke (VF : Rafaèle Moutier ; VQ : Catherine Proulx-Lemay) : Renée Dwyer
- Gil Birmingham (VF : Stéphane Bazin ; VQ : Sylvain Hétu) : Billy Black
- Anna Kendrick (VF : Karine Foviau ; VQ : Catherine Bonneau) : Jessica Stanley
- Justin Chon (VF : Alexandre Nguyen ; VQ : Gabriel Lessard) : Eric Yorkie
- Michael Welch (VF : Donald Reignoux ; VQ : Marc Saint-Martin) : Mike Newton
- Christian Serratos (VQ : Magalie Lépine-Blondeau) : Angela Weber
- Kiowa Gordon (VF : Benjamin Pascal) : Embry Call
- Tyson Houseman (en) (VF : Pascal Grull) : Quil Ateara
- Chaske Spencer (VF : Boris Rehlinger ; VQ : Éric Bruneau) : Sam Uley
- Bronson Pelletier (en) (VF : Fabrice Fara) : Jared Cameron
- Alex Meraz (VF : Franck Lorrain) : Paul Lahote
- Julia Jones (VF : Laurence Dourlens) : Leah Clearwater
- Tinsel Korey (en) : Emily Young
- Booboo Stewart : Seth Clearwater
- Alex Rice (en) (VF : Laurence Bréheret) : Sue Clearwater
- Ty Olsson (VQ : Nicolas Bacon) : Phil Dwyer
- Michael Sheen (VF : Stéphane Ronchewski ; VQ : François Godin) : Aro
- Christopher Heyerdahl (VF : Patrick Borg) : Marcus
- Jamie Campbell Bower (VF : Aurélien Ringelheim) : Caïus
- Christian Camargo (VF : Anatole de Bodinat) : Eleazar Denali
- Maggie Grace (VF : Ingrid Donnadieu ; VQ : Rachel Graton) : Irina Denali
- Mia Maestro (VF : Ludmila Ruoso) : Carmen Denali
- MyAnna Buring (VF : Nathalie Spitzer) : Tanya Denali
- Casey LaBow : Kate Denali
- Dakota Fanning (VF : Kelly Marot ; VQ : Viviane Pacal) : Jane
- Judith Shekoni : Zafrina
- Tanaya Beatty : Rachel Black
- Carolina Virguez : Kaure
- Sebastião Lemos : Gustavo
- Mackenzie Foy (VF : Lou Dubernat ; VQ : Gabrielle Shulman) : Renesmée Cullen
- Charlie Bewley (VF : Damien Witecka) : Demetri

- Version française
  - Studio de doublage : Dubbing Brothers
  - Direction artistique : Marie-Christine Chevalier
  - Adaptation des dialogues : Philippe Videcoq

Sources et légendes : Version française (VF) sur AlloDoublage et ; Version québécoise (VQ) sur Doublage.qc.ca

## Distinctions

### Récompenses
- MTV Movie Awards 2012 : Meilleur film (Bill Condon) et meilleur baiser (Kristen Stewart et Robert Pattinson)

### Nominations
Le film a été, avec la seconde partie, nommé dix fois lors de la 33e cérémonie des Razzie Awards, en d'autres termes, dans toutes les catégories,.
- Festival international du film de Rome 2011 : Alice Nella Citta (Hors compétition) pour Bill Condon.

## Production

### Tournage
Le tournage a eu lieu du 1er novembre 2010 au 31 mars 2011 - les deux films étant tournés à la suite - à Bâton-Rouge (Louisiane), Rio de Janeiro, Mamangua et Paraty (Brésil), aux îles Vierges et finalement à Vancouver (Canada).

### Caméo
Stephenie Meyer l'autrice de la saga Twilight, fait une brève apparition dans la première partie, au bord de l'allée au moment où Bella et Edward se marient (elle se trouve dans le rang du fond sur la gauche). Elle avait fait aussi une petite apparition dans le premier volet de la saga, assise au comptoir du restaurant où Bella et Charlie ont l'habitude de dîner.

### Promotion
| |  |  |
| Les acteurs principaux Robert Pattinson et Kristen Stewart à la première du deuxième film, en novembre 2012. |  |  |

Le teaser de la première partie est sorti le 5 juin 2011, la première bande-annonce le 13 septembre 2011, et la seconde, le 13 octobre 2011. Les acteurs ont réalisé une longue promotion aux États-Unis et en Europe. La France a accueilli les acteurs Robert Pattinson (Edward Cullen) et Ashley Greene (Alice Cullen) à l'occasion d'un fan-event. Une promotion dans les médias avec de nombreuses press junkets s'est déroulée avec ces deux acteurs le 24 octobre.

## Accueil
Sur le site Rotten Tomatoes, la première partie a reçu des critiques majoritairement négatives, avec une note moyenne de 4,4⁄10 et 24 % d'avis favorables basées sur 193 critiques. Le site les résume en indiquant que le film est « lent, morne et involontairement comique ».
Sur le site AlloCiné, elle a reçu une note moyenne de 2,5⁄5 basée sur 18 critiques de presse. Quelques journaux, tels que Les Inrockuptibles ou Télé 7 Jours ont émis des critiques plus positives.
Enfin, sur Metacritic, il obtient le « metascore » de 45⁄100 basées sur 36 critiques et de 4,4⁄10 par les utilisateurs basées sur 411 utilisateurs.

### Box-office
| Pays ou région | Box-office        | Date d'arrêt du box-office | Nombre de semaines |
| -------------- | ----------------- | -------------------------- | ------------------ |
| États-Unis     | 281 287 133 $,    | 23 février 2012            | 14                 |
| France         | 3 638 210 entrées | 31 janvier 2012            | 11                 |
| Monde          | 712 171 856 $     | 11 novembre 2012           | -                  |